# Gräberfeld

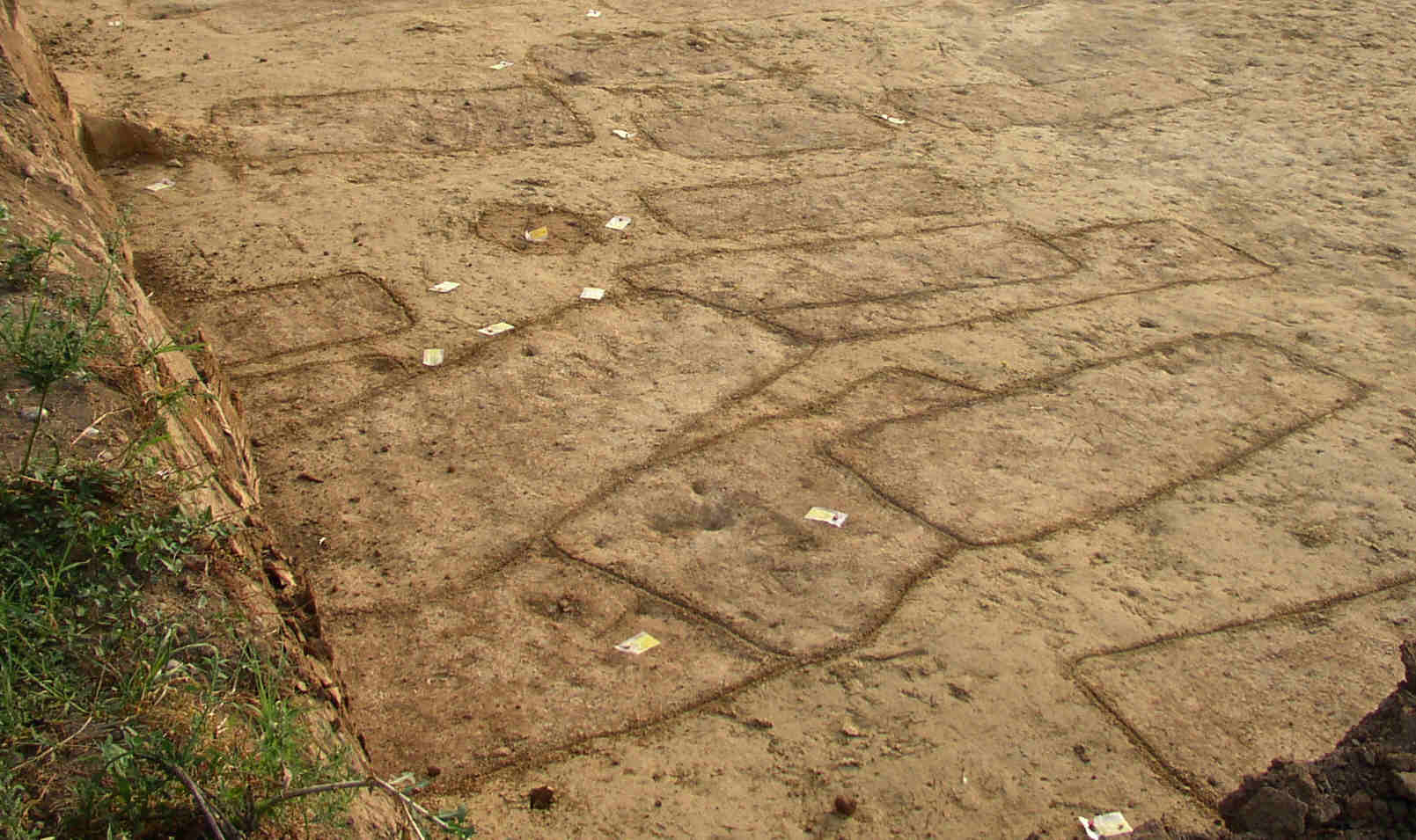
Gräberfeld während der archäologischen Ausgrabung; mit den auf dem Boden angezeichneten Umrissen der einzelnen Grabgruben

Ein Gräberfeld ist ein Areal, auf dem die Toten einer Gemeinschaft bestattet werden oder wurden.
Der Begriff findet in der kontinentaleuropäischen Archäologie und anderen Kulturwissenschaften als Alternative zu dem christlichen Ausdruck „Friedhof“ Anwendung, ohne dass der Begriff auf heidnische Gesellschaften beschränkt ist. Die Gräber können als Erdbestattungen oder Brandgräber (nicht zwingend mit Urnen) in Form von Flachgräbern, Grabhügeln, Buckelgräbern oder anderen Grabmonumenten angelegt sein.

## Abgrenzung
Im Gegensatz zu einem Gräberfeld ist eine Nekropole oder Totenstadt (altgriechisch νεκρός nekrós, deutsch ‚Toter‘, πόλις polis, deutsch ‚Stadt‘) eine größere Begräbnis- und Weihestätte des Altertums oder der Frühgeschichte. Nekropolen weisen bauliche Eigenschaften auf und liegen oft abseits der Wohnsiedlungen. In griechischen, römischen, phönizischen und jüdischen Orten war dies aus religiösen Gründen vorgeschrieben. Im wissenschaftlichen Sprachgebrauch wird der Begriff „Nekropole“ teilweise mit der Bezeichnung „Gräberfeld“ gleichgesetzt. Meist sind die Grabstätten in Nekropolen jedoch kammer- oder gebäudeartig.
Auf einem Friedhof wird die Summe der Grabreihen dann als „Gräberfeld“ bezeichnet, wenn es sich in der Gesamtanlage geometrisch von benachbarten Feldern oder Quartieren abgrenzt.

## Beschreibung
Die Anzahl der Bestattungen ist bei der Begriffswahl kaum relevant. Theoretisch kann ab drei Gräbern von einem Gräberfeld gesprochen werden, zumal im Falle von archäologischen Stätten stets damit gerechnet werden muss, dass es durch Erosion, Überbauung oder landwirtschaftliche Arbeiten zum Verlust von Bestattungen gekommen sein kann. Aus diesem Grund ist zu beachten, dass selbst auf vollständig erforschten Gräberfeldern meist nur eine kleine Anzahl von Gräbern als gesichert angegeben werden kann.
Ein Gräberfeld besteht nicht nur aus Gräberfunden. Es gehören auch jene Objekte dazu, die in unmittelbarem Zusammenhang mit Bestattungen stehen oder im Rahmen des Totenrituals eine Rolle spielten, so etwa Bautasteine, Runensteine, Feuerstellen, Schiffssetzungen, Totenhütten oder Menhire, sofern ihre Gleichzeitigkeit mit der Bestattungsplatznutzung belegt ist. Zu den Gräbern gehören auch die in vielen Perioden üblichen Grabbeigaben, die Archäologinnen und Archäologen wertvolle Hinweise über die Sozialstrukturen und das Alltagsleben vergangener Perioden liefern können.
Die Belegungsdauer, die aktive Nutzungszeit eines Gräberfeldes, ist unterschiedlich und kann sich von einer Generation bis über mehrere Kulturen – in Einzelfällen also über mehrere Jahrtausende – erstrecken. Während die Belegungsdauer offensichtlich stärker demografischen und topografischen Bedingungen unterliegt und weniger kulturspezifisch ist, kann die Platzwahl (auf Höhenzügen oder in der Nähe älterer Grabhügel) durchaus zu den Charakteristika einer Kultur gehören.
Die Gräberfeldanalyse bildet eine wichtige Grundlage der archäologischen Forschung.

## Arten

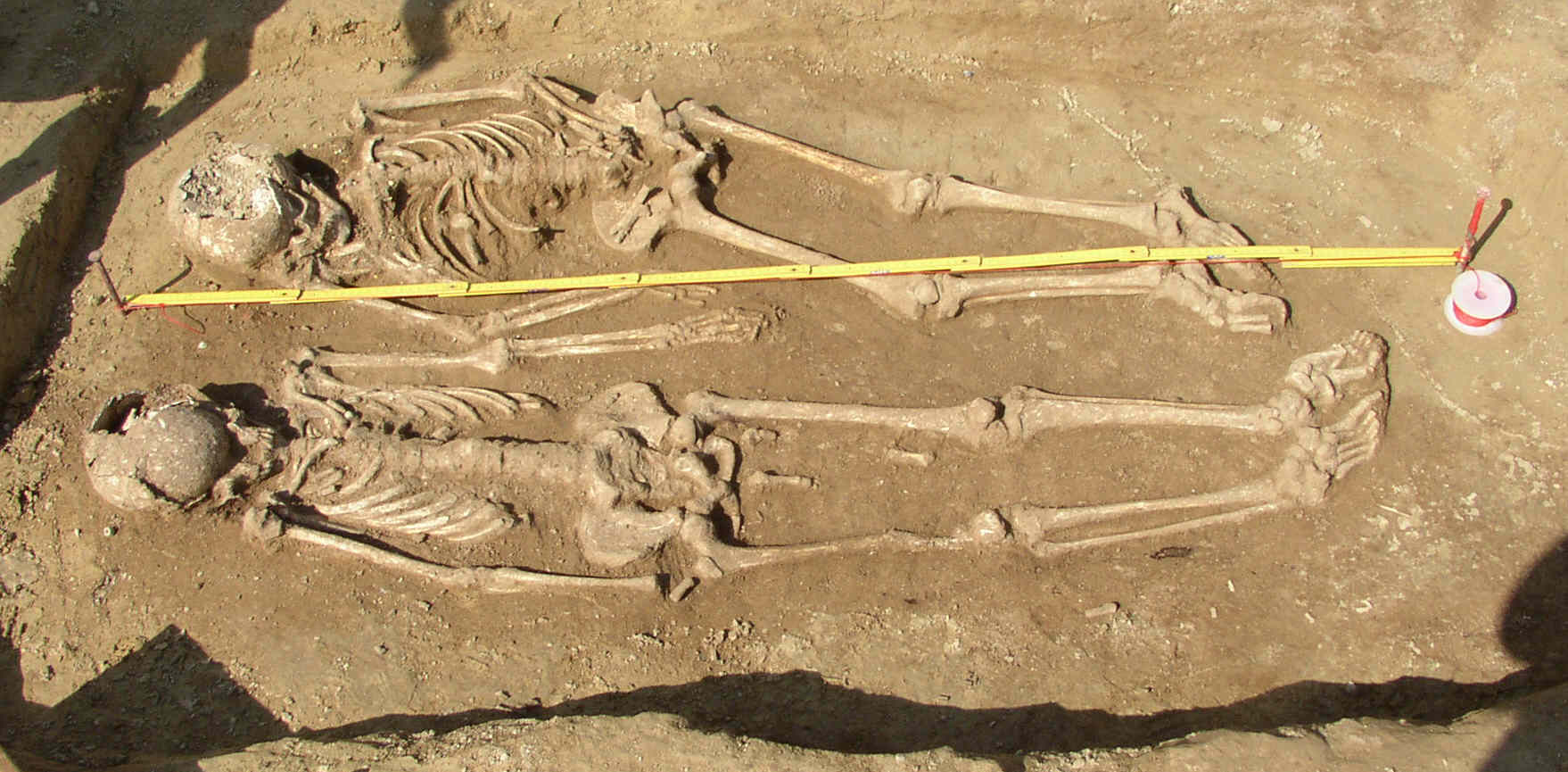
Körperbestattung zweier Mädchen in einer Grabgrube (Doppelbestattung)

Der Begriff kann, dem Bestattungsritus entsprechend, in Unterkategorien aufgeteilt werden.
- Hügelgräberfeld, wenn es sich um überhügelte Bestattungen handelt
- Körpergräberfeld, wenn es sich ausschließlich um unverbrannte Bestattungen handelt
  - Reihengräberfeld, wenn die Bestatteten einheitlich ausgerichtet liegen
  - Knochenlagerfeld, wenn lediglich gesammelte oder exhumierte Knochen an einem Platz bestattet werden
- Brandgräberfeld, wenn es sich ausschließlich um verbrannte Bestattungen handelt
  - Brandschüttgräberfeld, wenn die Beisetzung des Leichenbrandes und der Beigaben einem anderen Ort als die Verbrennung stattfindet
  - Brandgrubengräberfeld, wenn die Verbrennung und Beisetzung an ein und derselben Stelle geschieht
  - Urnengräberfeld, wenn die Überreste in Urnen beigesetzt werden. Die Prägnanz dieser Sitte im jungbronzezeitlichen Mitteleuropa verlieh der Kulturerscheinung ihren Namen: Urnenfelderkultur
- birituelles Gräberfeld (lateinisch bi ‚zwei‘), wenn es sich sowohl um Brand- als auch um Körpergräber handelt

## Gräberfelder der Linearbandkeramiker
Anhand der Beispiele (Elsloo und Niedermerz) weist Norbert Nieszery (1995) nach, dass die Bevölkerung der Siedlungen etwa zu 20 % in Gräberfeldern wiederzufinden ist. Selbst auf nahezu vollständig ausgegrabenen Plätzen ist die Anzahl der Körpergräber ähnlich gering (meist sogar geringer). Daraus ergibt sich die Frage, was mit den 80 % restlichen Toten geschehen ist.
Ein Blick auf die bandkeramischen Praktiken zeigt, dass nicht alle Toten auf Gräberfeldern zu erwarten sind. Hypothetisch fehlen die in den Siedlungen bestatteten oder in den Höhlen „geopferten“. Allerdings erscheint die überlieferte Zahl dieser Personen nicht ausreichend, um das Defizit auszugleichen. Nieszerys Antwort war, die Körpergräber der LBK repräsentierten lediglich einen kleinen Teil von der bestattenden Population und damit einen selektierten Personenkreis.
Es wurde versucht, die geringe Gräberzahl (was auch für die Michelsberger Kultur gilt) mit archäologisch nicht nachweisbaren Praktiken oder dem Überwiegen der nur in wenigen Fällen überlieferten Brandbestattung zu erklären. In Elsloo machen bei günstigen Erhaltungsbedingungen die Körperbestattungen, gegenüber den Brandgräbern, etwa 58 % aus. Bei Dominanz der Brandbestattung tritt der exzeptionelle Charakter der Körpergräber noch deutlicher hervor. Die Tatsache, dass bei weitem nicht zu jeder Siedlung ein Gräberfeld bekannt ist und selbst bei großflächigen Ausgrabungen, wie im Merzbachtal, nur eines, zusammen mit mehreren, in unmittelbarer Nähe liegenden Siedlungen freigelegt werden konnte, lässt den Eindruck entstehen, dass Gräberfelder als „mikro-regionale Bestattungszentren“ genutzt wurden.
Sollte dies zutreffen würde der Anteil der körperbestatteten Bandkeramiker noch kleiner und die Sonderstellung der Körperbestattung noch deutlicher. Die Sonderstellung wird durch die Gemeinsamkeiten zwischen der „regulären Körperbestattung“ und der „Kultopfer“, die sich im Befund und in der charakteristischen Zusammensetzung des Fundmaterials andeuten unterstrichen. In den Körpergräbern der Bandkeramik befindet sich ein selektierter Personenkreis.
Dieser ist nicht komplett überliefert, was mit schlechten Erhaltungsbedingungen zu erklären ist. Die Exhumierung von Leichen (Leergräber) macht zudem wahrscheinlich, dass einige Körperbestattungen lediglich eine Zwischenstation im nicht abgeschlossenen (mehrstufigen) Bestattungsritual (in Herxheim festgestellt) darstellen. Es ist davon auszugehen, dass mit den Körperbestattungen lediglich ein kleiner, von der bestattenden Population selektierter Personenkreis erfasst wurde. Bei der Auswertung ist lediglich eine Auswahl erkannt und palaeodemographische Analysen sind mit größter Zurückhaltung zu betrachten.

## Frühmittelalter

### Merowingerzeitliche Gräberfelder

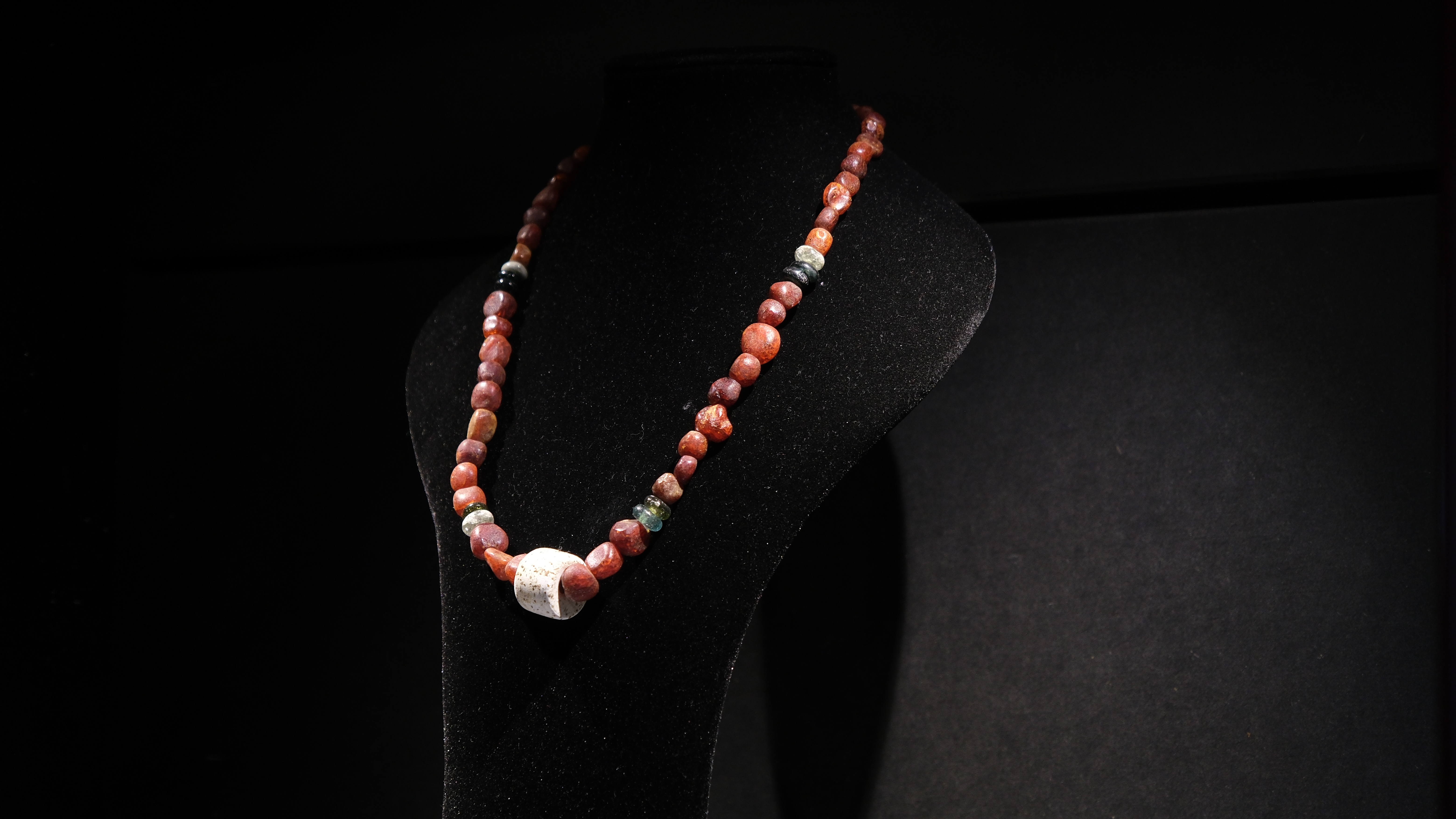
Schmuck aus einem Grab um 600 n. Chr., Museum im Schloss Wijchen (Niederlande)

Die Merowingerzeit deckt sich ziemlich mit der Zeit, in der frühmittelalterliche Reihengräberfelder in Mitteleuropa die wichtigsten archäologischen Quellen darstellen. Diese Gräberfelder folgen in der Auswahl ihrer Areale gewissen Mustern oder zeigen regionale Gemeinsamkeiten. So wurden Gräberfelder in fränkischen und alamannischen Gebieten der Merowingerzeit bevorzugt auf einem leicht ansteigenden Gelände oberhalb der zugehörigen Ansiedlung, mit Blickkontakt auf die Siedlung, angelegt. In ebenen Gebieten wurde dagegen eine räumliche Nähe zur Siedlung bevorzugt. Gelegentlich ändern ganze Gräbergruppen einer Periode ihre geographische Ausrichtung gegenüber früheren Bestattungen, was durch Änderungen in den religiöse Vorstellungen erklärbar ist. Eine häufig anzutreffende Ausrichtung der Gräber ist die Ost-West-Richtung, der Kopf des Verstorbenen im Westen.

#### Zeitliche Einordnung
Die merowingerzeitlichen Gräberfelder zeichnen sich durch zahlreiche Grabbeigaben, wie Waffen, Ton- und Glasgefäße, sowie Schmuckstücke aus. Sie werden etwa vom 5. bis ins 8. Jahrhundert genutzt und lassen sich in drei Zeitabschnitte untergliedern:
- Der erste Abschnitt umfasst die zweite Hälfte des 5. Jahrhunderts und das frühe 6. Jahrhundert bis etwa 530 n. Chr. Der Anteil dieser frühen Gräber an den Gräberfeldern ist gering, was damit zu erklären ist, dass in dieser Zeit die Beigabensitte nicht verbreitet war, was die Gräber schwerer auffindbar macht, beziehungsweise dass völlig andere Bestattungsformen vorherrschten.
- Der zweite Abschnitt reicht von etwa 530 bis etwa 585 n. Chr. und beinhaltet die mit Abstand meisten Gräber. Typisch ist eine regelhafte und relativ gleichförmige Beigabensitte. In Frauengräbern findet sich als charakteristisches Element die Vierfibeltracht mit Almandin-Scheibenfibeln, Bügelfibeln, S-Fibeln und Vogelfibeln, sowie einteilige Gürtelgarnituren und Schilddornschnallen. Männergräber sind durch Waffenbeigaben, vor allem Schmalsaxe und Schildbuckel mit Spitzenknopf gekennzeichnet.
- Der dritte Zeitabschnitt umfasst etwa die Zeit von 585–670 n. Chr. Die typischen Grabbeigaben dieses Abschnitts sind eine Einfibeltracht mit Goldscheibenfibeln bei Frauen, sowie Breitsaxe und Schildbuckel ohne Spitzenknopf bei Männern. Sehr charakteristisch sind weiterhin Gürtel aus mehrteiligen Garnituren mit halbrunden oder triangulären Beschlägen. An den Beschlägen finden sich häufig Tauschierungen mit geometrischen Mustern oder Tierstildekor.

Im Laufe des 7. Jahrhunderts enden die merowingerzeitlichen Reihengräberfelder. Nach und nach ging die Beigabensitte zurück, wobei große regionale Unterschiede zu verzeichnen sind. Im westlichen Mitteleuropa endet die Beigabensitte in der Regel früher als im Osten. Allerdings finden Gefäßbeigaben im Niederrheingebiet bis ins 8. Jahrhundert Verwendung, während diese Sitte in Bayern im frühen 7. Jahrhundert stark rückläufig ist. Auch verlagern sich die Friedhöfe am Übergang des 7. zum 8. Jahrhunderts von den Randbereichen außerhalb der Siedlungen zu den Kirchen, die inmitten der Dörfer liegen.

#### Verbreitung
Gräberfelder der Merowingerzeit finden sich in den südlichen und westlichen Teilen Deutschlands sowie anderen Ländern im Rheingebiet, wie Frankreich, Belgien und die Niederlande. Bedeutende Gräberfelder im alemannischen Bereich sind das Gräberfeld von Weingarten und das Gräberfeld von Oberflacht. Weitere größere, merowingerzeitliche Gräberfeldern im Rheingebiet und Süddeutschland sind beispielsweise Altenerding, Andernach, Aubing, Beckum, Bülach, Dittenheim, Deersheim, Donaueschingen, Ehrang, Eichstetten, Fridingen, Krefeld-Gellep, Holzgerlingen, Kirchheim-Heuau, Jülich, Schretzheim (Dillingen an der Donau), Stuttgart-Feuerbach, Unterhaching, Weilbach, Westheim in Mittelfranken um nur einige zu nennen. Im Gebiet der Sachsen, in Norddeutschland und auf der jütischen Halbinsel herrschten in der Kaiserzeit Urnengräber vor. Ab dem 4. Jahrhundert mischten sich Körpergräber darunter. Aus dem 5. und 6. Jahrhundert liegen relativ wenige Gräberfälder aus den sächsischen Gebieten vor, da viele Bestattungsplätze aufgegeben wurden. Eines, das sehr lange genutzt wurde, ist das Gräberfeld Liebenau im heutigen Niedersachsen. Einige Gräberfelder enthalten auch Pferdegräber, wie etwa jenes aus Alach in Thüringen oder Dörverden in Niedersachsen.

## Weitere Beispiele
Gräberfelder verschiedener Kulturen und Epochen lassen sich zum Beispiel in Skandinavien finden in oder bei Gettlinge, Blomsholm, Li, Mala, Trullhalsar, Vätteryd, Vi alvar und Lindholm Høje.